# Chaspuzac
Chaspuzac település Franciaországban, Haute-Loire megyében. Lakosainak száma 849 fő (2022. január 1.). Chaspuzac Loudes, Saint-Jean-de-Nay, Saint-Vidal, Sanssac-l’Église és Vergezac községekkel határos.

## Népesség
A település népességének változása:
| Lakosok száma | 326  | 338  | 480  | 616  | 728  | 767  | 778  | 806  | 810  | 849  |
|               | 1968 | 1982 | 1990 | 2006 | 2013 | 2015 | 2017 | 2019 | 2020 | 2022 |